# Mimetes
Mimetes es un género de arbustos perteneciente a la familia Proteaceae. Se encuentra en Sudáfrica.

## Taxonomía
Mimetes fue descrito por Richard Anthony Salisbury y publicado en Paradisus Londinensis t. 67<. 1807. La especie tipo es: Mimetes hirtus Salisb. ex Knight.

## Especies seleccionadas
- Mimetes arboreus, Rourke
- Mimetes chrysanthus, Rourke
- Mimetes cucullatus, R.Br.
- Mimetes fimbriifolius, Salisb. ex Knight
- Mimetes hirtus